# Jung Typ Pudel
| Jung Typ Pudel         | Jung Typ Pudel                                                                      | Jung Typ Pudel                                                                      | Jung Typ Pudel                                                                      |
| ---------------------- | ----------------------------------------------------------------------------------- | ----------------------------------------------------------------------------------- | ----------------------------------------------------------------------------------- |
| Werkfoto der Jung 1723 |                                                                                     |                                                                                     |                                                                                     |
| Anzahl:                | ca. 40                                                                              | ca. 40                                                                              | ca. 40                                                                              |
| Hersteller:            | Jung                                                                                | Jung                                                                                | Jung                                                                                |
| Achsformel:            | C n2t                                                                               | C n2t                                                                               | C n2t                                                                               |
| Nummerierung:          | BGE 20 und 21 DRG 89 7512–7521 DR 89 6227, 6239, 6303 ÖBB 689.7521, 7519 und andere | BGE 20 und 21 DRG 89 7512–7521 DR 89 6227, 6239, 6303 ÖBB 689.7521, 7519 und andere | BGE 20 und 21 DRG 89 7512–7521 DR 89 6227, 6239, 6303 ÖBB 689.7521, 7519 und andere |
| Indienststellung:      | 1911–1925                                                                           | 1911–1925                                                                           | 1911–1925                                                                           |
| Ausmusterung:          | bis 1969                                                                            | bis 1969                                                                            | bis 1969                                                                            |
| Bauart:                | alt                                                                                 | normal                                                                              | verstärkt                                                                           |
| Höchstgeschwindigkeit: | 40 km/h                                                                             | 40 km/h                                                                             | 40 km/h                                                                             |
| Leermasse:             | 34 t                                                                                | 35,5 t                                                                              | 36,4 t                                                                              |
| Dienstmasse:           | 45 t                                                                                | 44,2 t                                                                              | 47,4 t                                                                              |
| Reibungsmasse:         | 45 t                                                                                | 44,2 t                                                                              | 47,4 t                                                                              |
| Achsfahrmasse:         | 15 t                                                                                | 14,7 t                                                                              | 15,8 t                                                                              |
| Länge über Puffer:     | 9.400 mm                                                                            | 9.245 mm                                                                            | 8.950 mm                                                                            |
| Gesamtradstand:        | 3.200 mm                                                                            | 3.200 mm                                                                            | 3.200 mm                                                                            |
| Treibraddurchmesser:   | 1.100 mm                                                                            | 1.100 mm                                                                            | 1.100 mm                                                                            |
| Kesseldruck:           | 13 bar                                                                              | 13 bar                                                                              | 13 bar                                                                              |
| Kolbenhub:             | 550 mm                                                                              |                                                                                     |                                                                                     |
| Zylinderdurchmesser:   | 450 mm                                                                              | 450 mm                                                                              | 450 mm                                                                              |
| Zylinderanzahl:        | 2                                                                                   | 2                                                                                   | 2                                                                                   |
| Rostfläche:            | 1,33 m²                                                                             | 1,7 m²                                                                              | 1,7 m²                                                                              |
| Gesamte Heizfläche     | 101 m²                                                                              | 101 m²                                                                              | 101 m²                                                                              |
| Wasser:                | 5 m³                                                                                | 5 m³                                                                                | 6 m³                                                                                |
| Brennstoff:            | 1,5 t                                                                               | 1,6 t                                                                               | 1,8 t                                                                               |
| Leistung:              | 375 PS                                                                              | 400 PS                                                                              | 400 PS                                                                              |
| Steuerung:             | Heusinger                                                                           | Heusinger                                                                           | Heusinger                                                                           |
| Bremsbauart:           | Handbremse Indirekte Bremse von Knorr                                               | Handbremse Indirekte Bremse von Knorr                                               | Handbremse Indirekte Bremse von Knorr                                               |

Als Jung Typ Pudel wurden dreiachsige normalspurige Tenderlokomotiven der Bauart C n2t des Herstellers Jung bezeichnet. Die Lokomotiven sind eine Weiterentwicklung der Preußischen T 3 und wurden in etwa 40 Exemplaren hergestellt.
Die Lokomotiven wurden an Privatbahnen ausgeliefert. Durch Verstaatlichung kamen einige Exemplare zu den Staatsbahnen und trugen bei der Deutschen Reichsbahn und Deutschen Bundesbahn die Nummern 89 7512–7521, bei der Deutschen Reichsbahn die Nummern 89 6227, 6239 und 6303 sowie bei den Österreichischen Bundesbahnen die Nummer 689.
Zwei Lokomotiven sind erhalten geblieben und bei Museumsbahnen vorhanden: die 89 7513 der Dampfzug Betriebs-Gemeinschaft Hildesheim und die ehemalige Nummer 21 der Bergedorf-Geesthachter Eisenbahn beim Verein Braunschweiger Verkehrsfreunde.

## Geschichte

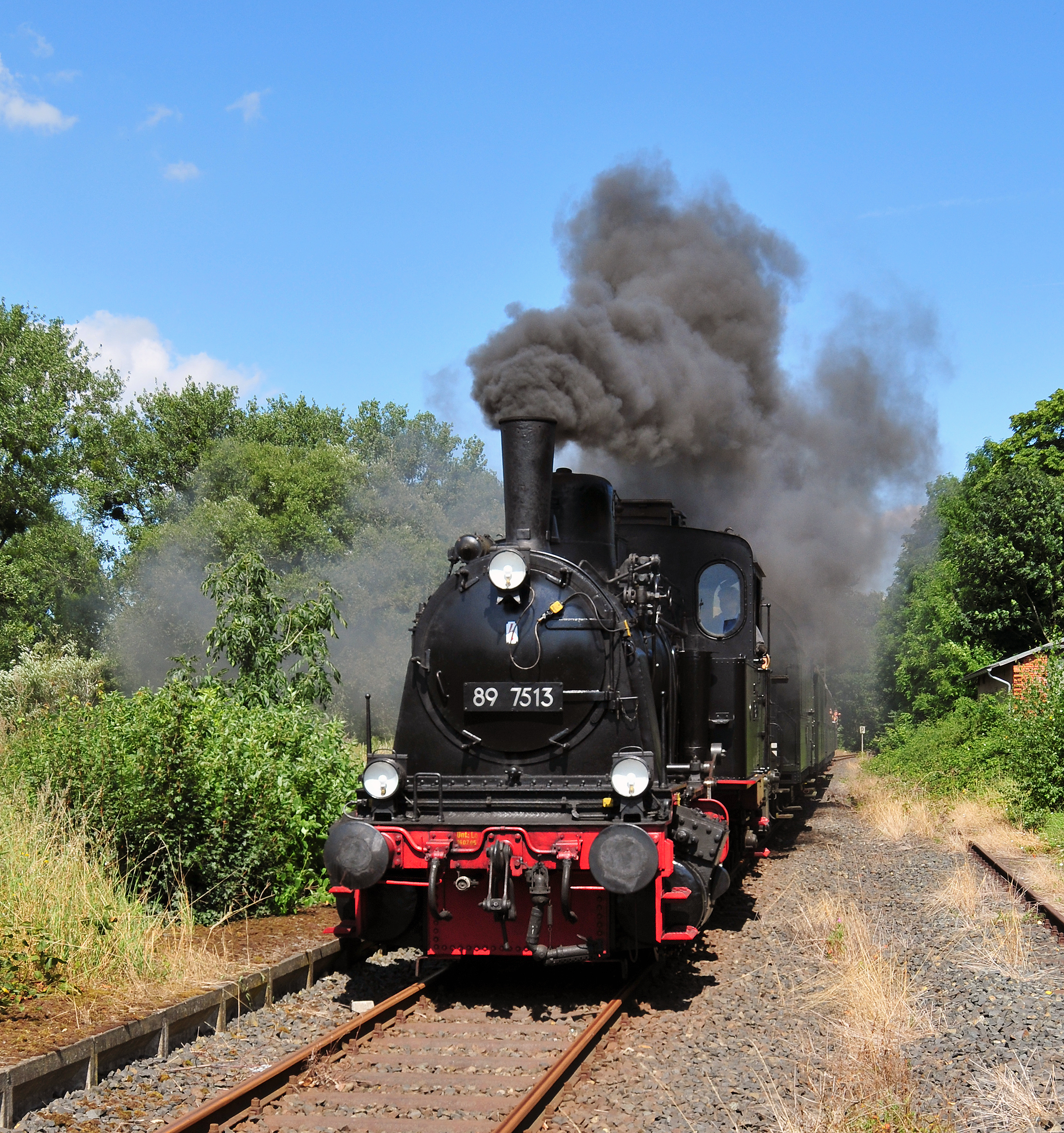
Foto der 89 7513 der Dampfzug Betriebs-Gemeinschaft Hildesheim

Die Lokomotiven entstanden kurz vor Beginn des Ersten Weltkrieges als eine Weiterentwicklung der Preußischen T 3 der Arnold Jung Lokomotivfabrik und waren nach diesen die ersten dreiachsigen Lokomotiven des Herstellers. Jung baute die ersten Loks mit einer Leistung von 375 PS, die späteren Ausführungen besaßen dann 400 PS. Es gibt keine gängige Regel, welche Lokomotiven der einzelnen Lieferungen welche Leistung besaßen; so besaßen fünf Lokomotiven der Hafenbahn in Bremen eine Leistung von 375 PS, fünf eine Leistung von 400 PS. Bei den drei Lokomotiven der Deutschen Reichsbahn fehlen die Leistungsangaben.
Die Lokomotiven unterschieden sich von der T 3 durch die Heusinger-Steuerung. Zudem war die mit Flachschiebern ausgeführte innere Steuerung vielfach schräg nach außen auf den Zylindern angeordnet. Der Kohlenkasten war hinter dem Führerstand angebracht, Jung führte aber auf Kundenwunsch auch einen seitlichen Kohlenkasten aus.
Die Lokomotiven waren robust und vielseitig einsetzbar, für ihre Zeit formschön und standen etwa 50 Jahre im Einsatz. Lediglich der Wasservorrat war bei den ersten Lokomotiven etwas zu gering.

## Technik
Die Lokomotiven besaßen einen genieteten Blechrahmen, dessen vorderer Teil als Wasserkasten ausgebildet war. In ihm waren die drei Radsätze mit einem Achsstand von 3.200 mm fest gelagert. Der zweite Radsatz war angetrieben. In drei Punkten war die Maschine abgestützt; die Federn des ersten und zweiten Radsatzes waren oberhalb des Rahmens angeordnet und mittels eines Ausgleichshebels verbunden. Der dritte Radsatz war mit einer Querblattfeder abgestützt. Das Triebwerk war ein einfaches Zweizylindertriebwerk in Nassdampfbauweise. Die Zylinder waren leicht geneigt angeordnet, es gab aber auch Exemplare mit waagerechten Schieberkästen.
Der Kessel war vollständig genietet. Der Langkessel bestand aus zwei Schüssen, von denen der vordere den Dampfdom mit dem Regler, der hintere einen Sandkasten trug. Dieser war viereckig nach preußischer Normalform ausgeführt. Der Stehkessel trug eine Feuerbüchse aus Kupfer, auf seinem Scheitel war ein Sicherheitsventil der Bauart Ramsbotton angeordnet. Die Rauchkammer entsprach ebenfalls preußischen Normen ebenso wie der Schornstein, der der Preußischen T 13 (Bauart Union) entlehnt war. Gespeist wurde der Kessel von zwei Strahlpumpen der Bauart Strube. Das Kesselwasser wurde im Rahmenwasserkasten und in zwei seitlichen, vor dem Führerhaus befindlichen Kästen mitgeführt. Das Führerhaus war etwas kleiner als das der  Pr. T 13. Auf dem Dach waren zwei quer zur Fahrtrichtung angeordnete Lüftungsaufsätze montiert.
Die Bremsausrüstung bestand aus der Wurfhebelbremse und aus der indirektem Bremse von Knorr. Abgebremst wurden der zweite und dritte Radsatz von vorn. Die benötigte Druckluft wurde von einer einstufigen Luftpumpe von Knorr erzeugt, sie saß am ersten Langkesselschuss über den Rahmen. Der Hauptluftbehälter war quer unter dem Führerhaus gelagert. Der handbetätigte Sandstreuer sandete die Räder des zweiten Radsatzes von vorn und hinten. Zur Signaleinrichtung zählten ein Läutewerk Bauart Latowski und eine Dampfpfeife. Bei Lieferung waren die Lokomotiven mit einer Petroleumbeleuchtung ausgestattet, die später durch eine elektrische Beleuchtung mit einem Turbogenerator ersetzt wurde, ebenso wurden die ursprünglichen Stangenpuffer durch Hülsenpuffer ersetzt.

## Einsatz

### Hafenbahn der Stadt Bremen

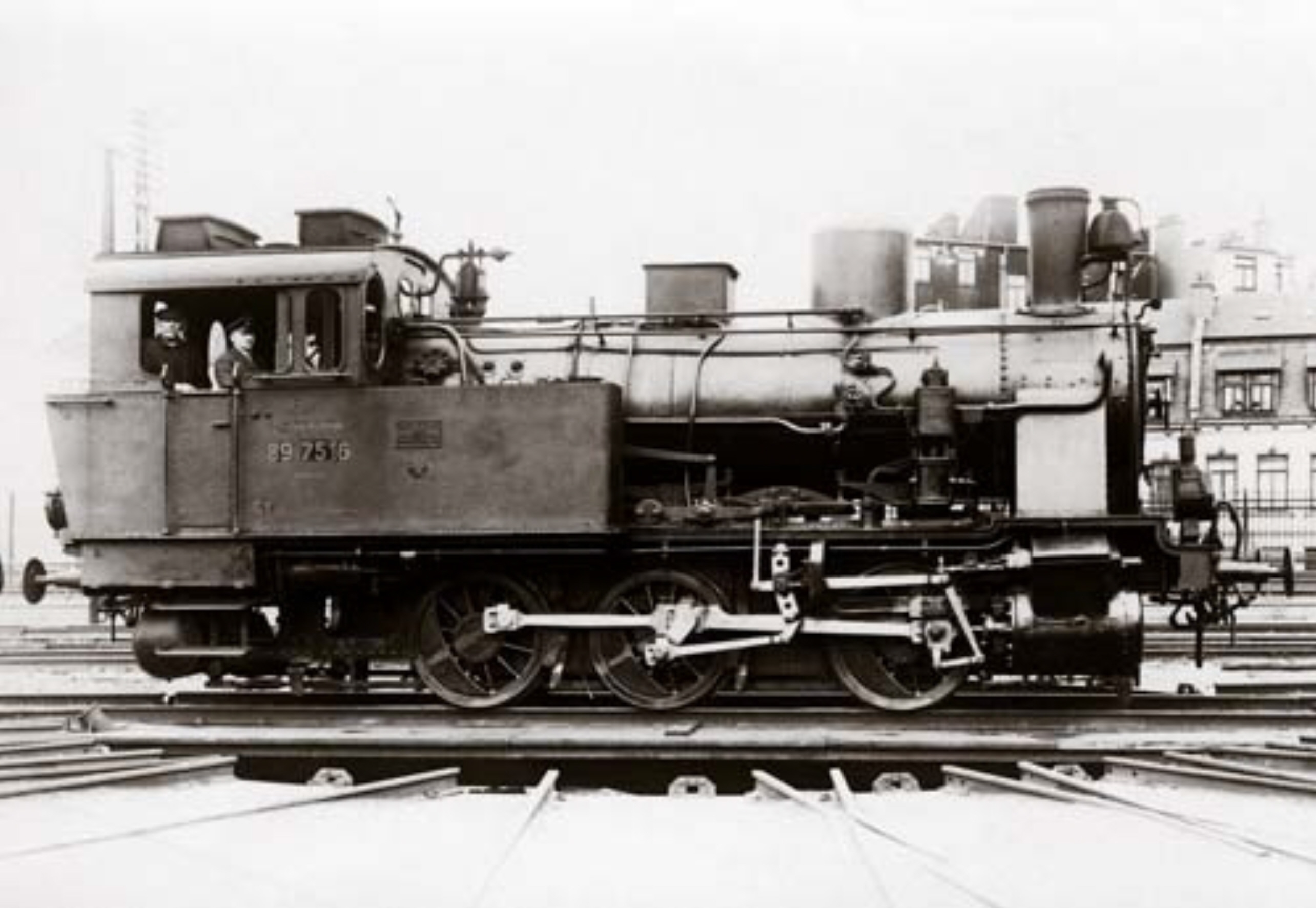
Lok 14 der Bremischen Hafeneisenbahn als 89 7516 der Deutschen Reichsbahn

Bei der 1888 gegründeten Hafenbahn der Stadt Bremen waren zehn Lokomotiven im Einsatz; neun wurden von 1912 bis 1916 mit den Fabriknummern 1719, 1720, 1792, 1793, 2353–56 und 2398 ausgeliefert, eine weitere wurde mit der Fabriknummer 3169 im Jahr 1921 nachgeliefert. Durch die Verstaatlichung der Hafenbahn 1930 kamen alle Lokomotiven zu der Deutschen Reichsbahn und bekamen die Nummern 89 7512–7521. Sie waren in der Folge bei verschiedenen Dienststellen im Verschiebe- und Übergabedienst tätig. Drei Lokomotiven wurden bereits vor 1945 ausgemustert.
Nach dem Zweiten Weltkrieg kamen zwei Lokomotiven als 689.7519 und 7521 zu den Österreichischen Bundesbahnen, wo sie 1959 und 1960 ausgemustert wurden. Eine Lokomotive kam als TKh 1-21II zur Polskie Koleje Państwowe (PKP), von der sie 1951 ausgemustert wurde. Drei Lokomotiven kamen zur Deutschen Bundesbahn und behielten ihre Nummern. Davon war die 89 7513 bis 1964 im Dienst. Diese Lokomotive ist erhalten geblieben, wurde zuerst 1965 auf einem Spielplatz aufgestellt und gelangte 1986 zur Museumseisenbahn Paderborn. Seit 1989 ist die Lokomotive bei der Dampfzug Betriebs-Gemeinschaft Hildesheim und wird gelegentlich für Sonderfahrten herangezogen.

### Bergedorf-Geesthachter Eisenbahn
Zwei Lokomotiven kamen 1925 mit den Fabriknummern 3363 und 3736 zur Bergedorf-Geesthachter Eisenbahn und erhielten dort die Bezeichnungen BGE 20 und 21. 1933 wurden sie beide an die  Hafenbahn Braunschweig als Nr. 1 und 2 abgegeben und waren dort bis 1965 im Einsatz. Während die BGE 20 ausgemustert wurde, gelangte die BGE 21 an den Verein Braunschweiger Verkehrsfreunde und wird dort für Sonderfahrten gelegentlich herangezogen. Die Lok trägt die NVR-Nummer 90 80 0089 995-9 D-VBV.

### Hafen- und Brückenbau Frankfurt/Main
Fünf Lokomotiven wurden mit den Fabriknummern 1910 bis 1914 für die Firma Hafen- und Brückenbau in Frankfurt am Main gefertigt. Von der Nummer 1 ist bekannt, dass sie zu der Aschersleben-Schneidlingen-Nienhagener Kleinbahn gelangte und dort die Nummer 33 trug. Diese Lokomotive gelangte durch Verstaatlichung zur Deutschen Reichsbahn und wurde erhielt die Betriebsnummer 89 6227. Das Ausmusterungsdatum ist nicht bekannt, sie soll Anfang der 1960er Jahre nicht mehr zum Bestand der DR gehört haben.
Die Lok 5 wurde 1919 an die Niederlausitzer Eisenbahn verkauft und befand sich nach dem Zweiten Weltkrieg bei der Görlitzer Kreisbahn. 1951 erhielt sie bei der Deutschen Reichsbahn die Bezeichnung 89 6239 und schied 1960 aus dem Betriebsdienst aus.
Die Lok 4 gelangte 1919 zur Brandenburgischen Städtebahn und erhielt dort zunächst die Betriebsnummer 9. Vom Landesverkehrsamt Brandenburg wurde sie später als LVDB 1-28 übernommen. Die Lokomotive wurde nach dem Zweiten Weltkrieg bei der DR als 89 6303 bezeichnet.

### Bergwerksbahnen in Nordrhein/Westfalen
Zwei Lokomotiven vom Jung-Typ Pudel fuhren bei den Zechenbahnen in Nordrhein-Westfalen. Unter anderen waren sie bei der Gelsenkirchener Bergwerks-AG eingesetzt. Die Lokomotive mit der Bezeichnung 25II besaß die Fabriknummer 2055, Baujahr 1914 und wurde für die Ruhr-Lippe-Eisenbahnen hergestellt. Sie wurde auch auf anderen Bergwerksbahnen eingesetzt und ist 1958 ausgemustert worden.
Ebenfalls bei der Gelsenkirchener Bergwerks-AG fuhr die Lok mit der Nummer 68. Sie besaß die Fabriknummer 2882 und wurde 1919 für die Gewerkschaft Alexandershall hergestellt, sie kam 1921 hierher. Die Lok wurde 1963 ausgemustert.